# Скрантонская ратуша
Скрантонская ратуша (англ. Scranton City Hall) ― здание городского совета в городе Скрантон, штат Пенсильвания, США, памятник архитектуры. Представляет собой трёхэтажное здание с отделкой из песчаника. Построено по проекту архитекторов Эдвина Л. Вальтера и Фредерика Лорда Брауна в 1888 году. Архитектурный стиль ― викторианский с элементами неоготики. Располагается на пересечении улиц Вашингтон-стрит и Малберри-стрит.
В главном здании на улице Вашингтон-стрит находятся офис мэра города и прочих должностных лиц муниципального образования: городского клерка, финансового инспектора и начальника полиции, а также тех, кто работает под их непосредственным руководством. От второго этажа здания отходит мост, соединяющий его со штаб-квартирой городской пожарной части, фасад которой обращён к Малберри-стрит (само здание пожарной части было построено тем же архитекторами, примерно в то же время и в том же архитектурном стиле). Поскольку эти два объекта составляют единый архитектурный комплекс, в 1981 году они были вместе включены в Национальный реестр исторических мест США под общим названием «Муниципальное здание и центральная пожарная станция, 340».